# Cypridocopina
Sous-ordre
Les Cypridocopina sont un sous-ordre de crustacés de la classe des ostracodes, de la sous-classe des Podocopa et de l'ordre des Podocopida.

## Liste des super-familles
- Cypridoidea Baird, 1845
- Macrocypridoidea Müller, 1912
- Pontocypridoidea Müller, 1894